# Trophée des champions 2011 (pallamano)
Il Trophée des champions 2011 è stata la 2ª edizione dell'omonima competizione francese di pallamano. A conquistare il titolo è stato il Montpellier Agglomération per la seconda volta nella storia battendo in finale per 30-23 il Chambéry Savoie.

## Squadre partecipanti
| Squadre                   | Qualificazione                | Partecipazioni precedenti (il grassetto indica la vittoria) |
| ------------------------- | ----------------------------- | ----------------------------------------------------------- |
| Chambéry Savoie           | 2º classificato in Division 1 | 1 (2010)                                                    |
| Montpellier Agglomération | Vincitore della Division 1    | 1 (2010)                                                    |
| Nantes                    | 5º classificato in Division 1 | 0 (Esordiente)                                              |
| Saint-Raphaël             | 4º classificato in Division 1 | 1 (2010)                                                    |

## Risultati

### Semifinali
| Monaco 3 settembre 2011, ore 14:00 CEST | Montpellier Agglomération               | 32 – 25 (19-15) | Nantes | Stadio Louis II (2.000 spett.)\| Arbitri: \| Charlotte Bonaventura Julie Bonaventura \| |
| Arbitri:                                | Charlotte Bonaventura Julie Bonaventura |                 |        |                                                                                         |

| Monaco 3 settembre 2011, ore 18:00 CEST | Chambéry Savoie            | 37 – 27 (19-15) | Saint-Raphaël | Stadio Louis II (2000 spett.)\| Arbitri: \| Olivier Buy Stevann Pichon \| |
| Arbitri:                                | Olivier Buy Stevann Pichon |                 |               |                                                                           |

### Finale 3º posto
| Arbitri: | Olivier Buy Stevann Pichon |

|                     |                      |               |
| quattro giocatori 4 | Marcatori            | Caucheteux 10 |
|                     | Tiri di rigore 3 – 4 |               |

### Finale
| Monaco 4 settembre 2011, ore 15:00 CEST | Chambéry Savoie                         | 23 – 30 (13-18) | Montpellier Agglomération | Stadio Louis II (2000 spett.)\| Arbitri: \| Charlotte Bonaventura Julie Bonaventura \| |
| Arbitri:                                | Charlotte Bonaventura Julie Bonaventura |                 |                           |                                                                                        |